# Vampirfilm
Vampirfilme gibt es seit der Stummfilmzeit. Die meisten filmischen Adaptionen von Vampirliteratur basieren auf Bram Stokers Dracula, mit über 170 verschiedenen Versionen. Am zweithäufigsten wurde der Roman Carmilla von Sheridan Le Fanu verfilmt. Auch die Legende um Elisabeth Báthory übte einen großen Einfluss auf Vampirverfilmungen aus. Bis 2005 war Dracula die fiktionale Figur mit den meisten Filmen.
Im Volksglauben werden Vampire als Bluttrinker mit manipulativen Charaktereigenschaften betrachtet; ein Thema, das sich über mehrere Filmadaptionen erstreckte. Auch wenn Vampire meist mit Horrorfilmen und manchmal auch mit Zombiefilmen in Verbindung gebracht werden, können sie auch in Kategorien wie Action, Science-Fiction, Romantik, Comedy oder Fantasy fallen.

## Geschichte

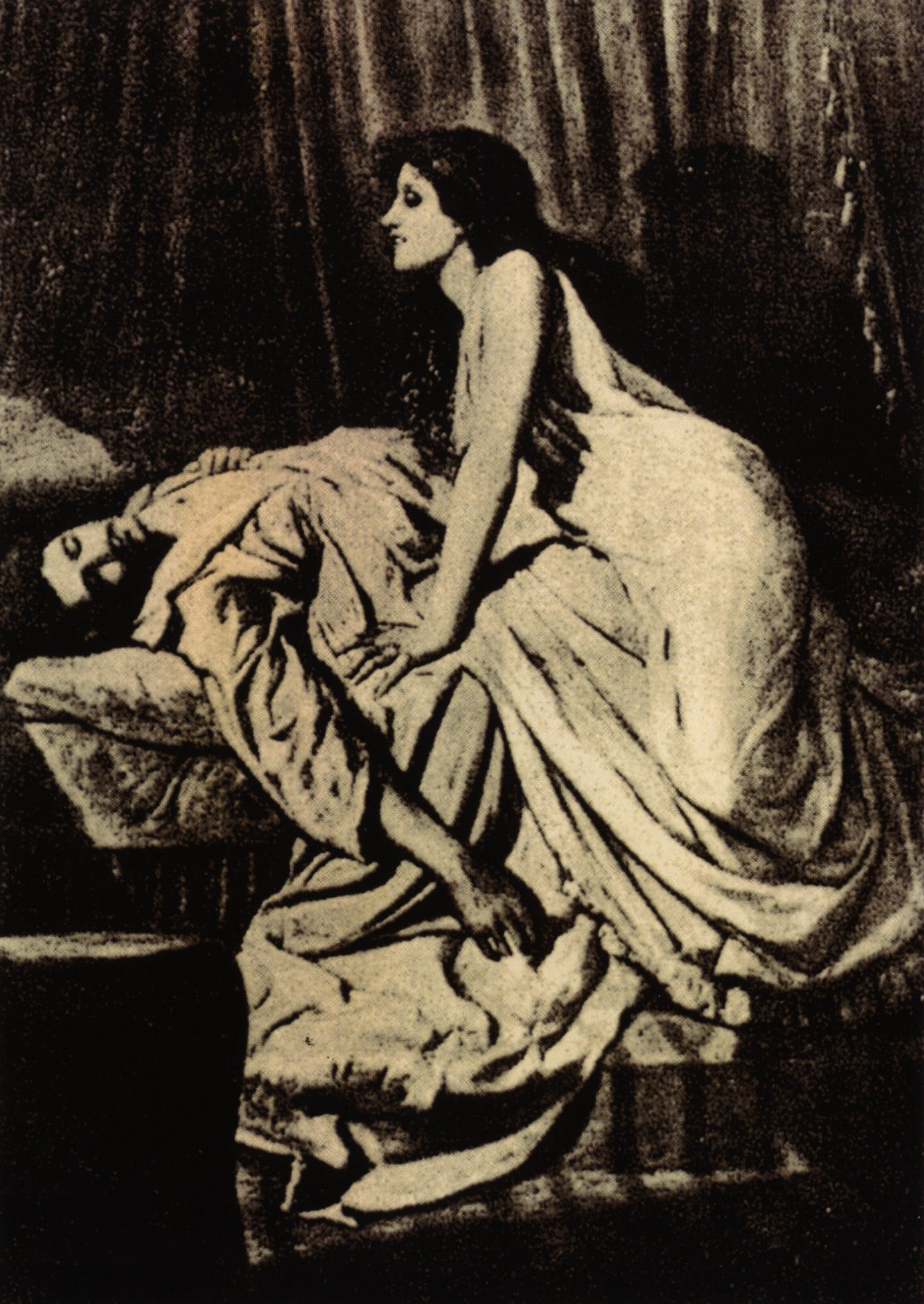
The Vampire von Philip Burne-Jones (1897)

Die Vampire in frühen Vampirfilmen, wie The Vampire (1913) von Robert G. Vignola, waren nicht untote blutsaugende Unholde, sondern Vamps. Diese Femmes fatales wurden durch das Gedicht The Vampire von Rudyard Kipling aus dem Jahr 1897 inspiriert. Dieses Gedicht wurde als eine Art Kommentar zu einem Gemälde von einem weiblichen Vampir veröffentlicht. Dieses Gemälde von Philip Burne-Jones wurde im selben Jahr ausgestellt. In den Zeilen aus Kiplings Gedicht heißt es: A fool there was … (Ein Narr war dort). Dies beschreibt einen von Vampiren verführten Mann. Die Zeilen wurden als Titel für den Film A Fool There Was (1915) benutzt. Theda Bara spielte den fraglichen Vamp und das Gedicht wurde in der Öffentlichkeit für den Film genutzt.
Ein authentischer, übernatürlicher Vampir erscheint in dem Film Nosferatu – Eine Symphonie des Grauens (1922 Deutschland, Regie: F. W. Murnau) mit Max Schreck als Graf Orlok. Der Film war eine unlizenzierte Version von Bram Stokers Dracula. Er steht dem Roman so nahe, dass Stokers Witwe die Produktionsgesellschaft verklagte und gewann. In der Folge mussten alle Kopien zerstört werden, nur fünf überdauerten. Im Jahr 1994 erarbeitete ein Team von europäischen Filmhistorikern und Filmkonservatoren eine aufwendig restaurierte Fassung. Die Zerstörung des Vampirs durch Sonnenlicht, anstatt eines Holzpfahls durch das Herz, beeinflusste auch die kommenden Vampirfilme und wurde zum festen Bestandteil von Vampirdarstellungen.
Die nächste klassische Darstellung der Vampirlegende war eine Adaption des Bühnenstücks zu Stokers Dracula Roman, Universals Film Dracula. In dem Film spielte Béla Lugosi Graf Dracula. Lugosis Darstellung war so beliebt, dass sein ungarischer Akzent und seine ausladenden Gesten zu Charakteristiken wurden, die noch heute mit Dracula verbunden werden. Fünf Jahre später veröffentlichte Universal eine Fortsetzung des Films unter dem Titel Draculas Tochter (1936), dessen Handlung direkt am Ende des ersten Films einsetzt. Ein zweiter Film, Draculas Sohn, mit Lon Chaney, Jr. folgte im Jahr 1943. Obwohl er scheinbar bereits im ersten Film verstorben war, kehrte der Graf in den 1940er Jahren drei weitere Male ins Leben zurück, in den Filmen Frankensteins Haus (1944) und Draculas Haus (1945) – beide mit John Carradine – und Abbott und Costello treffen Frankenstein (1948). Während der 1930er und 1940er Jahre spielte Lugosi noch zwei weitere Male einen Vampir. Jedoch war Abbott und Costello treffen Frankenstein der zweite und letzte Film, in dem Lugosi Dracula spielte.
Einen Übergang zwischen den traditionellen Vampirverfilmungen von Universal und den späteren Verfilmungen von Hammer stellt der mexikanische Film El Vampiro von 1957 dar. Hier werden erstmals in einem amerikanischen Film die Fangzähne gezeigt. Bei Universal waren diese noch nicht zu sehen. Der erste Film überhaupt, in dem die Fangzähne eines Vampirs sichtbar werden, war 1953 der türkische Drakula Istanbul'da.
Dracula wurde für eine neue Generation als Filmserie von Hammer wiedergeboren, mit Christopher Lee als dem Grafen. In dem ersten von diesen Filmen, Dracula (1958), wurde mit dem Tod der Titelfigur durch die Aussetzung an die Sonne, der ursprünglich aus Nosferatu stammende Teil des Vampirglaubens, wieder mit in die Vampirlegende mitaufgenommen. Danach war dieses Thema in vielen weiteren Vampirfilmen. Lee spielte Dracula in allen sieben Sequels bis auf zwei. Eine originalgetreue Adaption von Stokers Roman erschien mit Bram Stoker’s Dracula (1992) von Francis Ford Coppola, der Graf Dracula jedoch mit dem berüchtigten mittelalterlichen Herrscher Vlad dem Pfähler aus dem Balkan in Verbindung bringt.
Ein anderes Subgenre der Vampirfilme wurde von Le Fanus Carmilla inspiriert und handelt von lesbischen Vampiren. Auch wenn das Thema bereits in Draculas Tochter angedeutet wurde, trat der erste offen lesbische Vampir in dem Film …und vor Lust zu sterben (1960) von Roger Vadim. Noch deutlichere lesbische Szenen wurden in der Karnstein-Trilogie von Hammer gezeigt. Die erste Verfilmung Gruft der Vampire (1970), mit Ingrid Pitt und Madeline Smith, war eine relativ einfache Nacherzählung von LeFanus Novelle, jedoch mit mehr offener Gewalt und Sexualität. Spätere Filme aus diesem Subgenre, wie Vampyres (1974) wurden deutlicher in ihrer Darstellung von Sex, Nacktheit und Gewalt.
Angefangen mit Abbott und Costello treffen Frankenstein (1948) wurde der Vampir zum Teil von Komödien. Tanz der Vampire (1967) von Roman Polanski parodierte das Genre. Zu anderen komödiantischen Verfilmungen gehören Vampira (1974) mit David Niven als liebeshungrigen Dracula, Liebe auf den ersten Biss (1979) mit George Hamilton, My Best Friend Is a Vampire (1988), Bloody Marie – Eine Frau mit Biß (1992), Buffy – Der Vampir-Killer (1992), und Dracula – Tot aber glücklich (1995) unter der Regie von Mel Brooks mit Leslie Nielsen.
Eine weitere Entwicklung des Genres ist der Wechsel vom übernatürlichen Horror zu wissenschaftlichen fiktiven Erklärungen für den Vampirismus. The Last Man on Earth (1964, Regie Ubaldo Ragona), The Omega Man (1971, Regie von Boris Sagal) und zwei weitere Filme beruhen allesamt auf Richard Matheson Roman I Am Legend. In diesen Filmen hat Vampirismus eine natürliche Ursache. Als eine Art von Viruserkrankung wird Vampirismus in David Cronenbergs Rabid (1976) und David Blyths Red-Blooded American Girl (1990) beschrieben. Die Blade Trilogie fasst dieses Thema zum Teil ebenfalls auf.
Schnelligkeit ist ein weiteres Thema in Vampirfilmen und wird in dem Blaxploitation-Film Blacula (1972), sowie dessen Fortsetzung Der Schrei des Todes veranschaulicht.
Vampirfilme stellten schon immer Leidenschaft und Lust dar. Seit der Zeit von Béla Lugosis Dracula (1931) wird der Vampir in der Regel als ein verführerisches Sex-Symbol dargestellt. Christopher Lee, Delphine Seyrig, Frank Langella, und Lauren Hutton sind nur einige Beispiele für Schauspieler, die die Vampire mit Sex-Appeal darstellten. Neuerdings sind die impliziten sexuellen Themen in den Vampirfilmen viel offener geworden. So zum Beispiel in pornografischen, rein männlichen Vampirfilmen wie Gayracula (1983) und The Vampire of Budapest (1995), oder lesbischen Vampirfilmen wie der lesbischen Adaption von Bram Stokers Klassiker Lust for Dracula (2005), einer Art Softcore-Porno.
Es gibt jedoch nur ein sehr kleines Subgenre, das mit Murnaus Nosferatu (1922) seinen Anfang nahm, in dem die Darstellung des Vampirs den abscheulichen Wesen aus der europäischen Folklore ähnelt. Max Schrecks beunruhigende Darstellung dieser Rolle in Murnaus Film nahm sich Klaus Kinski in Werner Herzogs Remake Nosferatu – Phantom der Nacht (1979) zum Vorbild. In Shadow of the Vampire (2000) unter Regie von E. Elias Merhige spielt Willem Dafoe Max Schreck als Vampir. Dafoes Figur ist das hässliche, widerliche Wesen aus dem ursprünglichen Nosferatu. Stephen Kings Brennen muss Salem (1979), zeigt Vampire vor allem als angsteinflößende, einfältige Wesen, ohne Erotik, und mit dem einzigen Wunsch, sich vom Blut anderer zu nähren. Diese Art von Vampir wird auch in den Film 30 Days of Night dargestellt.
Eine wichtige Figur in den meisten Vampirfilmen ist die des Vampirjägers. Stokers Abraham Van Helsing ist ein Prototyp dieser Vampirjäger. Allerdings hat sich die Art Vampire zu töten geändert. Während Van Helsing sich der Vampire mit einem Pfahl durch das Herz entledigt, nutzt Jack Crow (James Woods) in Carpenters Vampire (1998) schwer bewaffnete Truppen um die Vampire zu jagen. In Joss Whedons Buffy – Der Vampir-Killer (1992) arbeitet die Vampirjägerin gemeinsam mit Wächtern zusammen und nutzt ihre übernatürlichen Kräfte.

### Dracula in Filmen und seine Legende
Der bei weitem bekannteste und beliebteste Filmvampir ist Graf Dracula. Eine große Anzahl von Filmen wurde über den sinistren Grafen gedreht, einige davon wurden zu den besten Vampirverfilmungen gewählt. Von Dracula gibt es bislang über 170 Filmdarstellungen, was ihn zu dem am häufigsten porträtierten Charakter in Horrorfilmen macht; er hat auch die höchste Anzahl von Filmauftritten insgesamt, gefolgt von Sherlock Holmes.

### Vampirserien

#### Realfilm
Neben Vampirfilmen gibt es auch einige Vampirserien im Fernsehen. Eine der ersten Serien mit einem Vampir als Hauptfigur war die Comedy-Serie The Munsters. Lily Munster und Grandpa, auch bekannt als Vladimir Dracula, Graf von Transsylvanien, waren die Vampire in der Serie. 1966 folgte die Gothik-Seifenoper Dark Shadows, in der der Vampir Barnabas Collins zu einer der Hauptfiguren wurde. Im Jahr 1985 gab es mit Der kleine Vampir erstmals eine Serie für Kinder. In der Geschichte werden die Abenteuer des Vampirkindes Rüdiger und seines menschlichen Freundes Anton erzählt. Von 1992 bis 1996 wurde die Serie Nick Knight – Der Vampircop im Fernsehen ausgestrahlt. Dieses war die erste Vampirdetektivserie. Ihr folgten ähnliche Serien, wie Angel – Jäger der Finsternis, Moonlight, Blood Ties – Biss aufs Blut oder Vampire Prosecutor. 1997 wurde die Jugendserie Buffy – Im Bann der Dämonen in der ganzen Welt erfolgreich. Buffy ist eine Highschool-Schülerin, die herausfindet, dass sie eine Vampirjägerin ist. Das bringt sie immer wieder in Schwierigkeiten, denn eigentlich möchte sie ein normales Highschool-Leben führen. Hinzu kommt, dass sie sich auch noch ausgerechnet in einen Vampir verliebt. 2008 startete die Vampirserie True Blood, in der sich die Gedanken lesende Kellnerin Sookie Stackhouse in einen Vampir verliebt. Im selben Jahr wurde die BBC-Three-Serie Being Human zum Erfolg in Großbritannien. In der Serie geht es um ein unkonventionelles Trio aus Vampir, Geist und Werwolf, die sich eine Wohnung in Bristol teilen. Im Jahr 2009 wurde in Vampire Diaries die Geschichte des Schulmädchens Elena Gilbert erzählt, die sich in die zwei Brüder Stefan und Damon Salvatore verliebt. Die Vampirserie The Strain aus dem Jahr 2014 basiert auf dem gleichnamigen Roman von Guillermo del Toro.

#### Animation
Eine der ersten animierten Vampirserien war Graf Duckula aus dem Jahr 1989, einer Parodie von Dracula. Im Jahr 1997 wurde die Anime-Serie Vampire Princess Miyu zum Erfolg in Japan, viele andere Serien folgten.

### Vampir-Webserie
Von 2001 an wurden Vampir-Webserien in der ganzen Welt bekannt. Eine der ersten Vampir-Webserien war The Hunted aus dem Jahr 2001. In der Serie geht es um eine Gruppe von Vampirjägern, die von Vampiren gebissen wurden (aber sich noch nicht in Vampire verwandelt haben) und versuchen, die blutsaugenden Vampire zu bekämpfen. Es folgten 30 Days of Night: Blood Trails (2007) und 30 Days of Night: Dust to Dust (2008), die auf den Filmen 30 Days of Night und 30 Days of Night: Dark Days beruhen. Im Jahr 2009 wurde auf MTV die Onlineserie Valemont gezeigt. Diese erzählt die Abenteuer von Maggie Gracen, die zur fiktiven Valemont-Universität geht, um dort nach ihrem verschwundenen Bruder zu suchen. Schon bald erkennt sie, dass es in der Universität nur so von Vampiren wimmelt. Im Jahr 2009 wurde die von den T180 Studios und der Walt Disney Company produzierte Webserie I Heart Vampires veröffentlicht. Die Serie handelt von zwei Teenagern, die Vampirfans sind und schon bald herausfinden, dass Vampire mehr als real sind. Im Jahr 2011 erschien das Being-Human-Spin-off Becoming Human auf der BBC-Three-Webseite. In der Serie geht es um einen Vampir, einen Geist und eine Werwölfin, die zusammen die Schule besuchen und versuchen, einen Mord aufzuklären. Die im Jahr 2014 veröffentlichte Webserie Carmilla erzählt die Geschichte von der Vampirin Carmilla Karnstein, die die Universität besucht und sich in ein menschliches Mädchen verliebt.